# Maria Larsson
Ingrid Maria Larsson (ur. 20 stycznia 1956 w Långasjö) – szwedzka polityk, wiceprzewodnicząca Chrześcijańskich Demokratów, posłanka i minister w resorcie zdrowia.

## Życiorys
Z zawodu nauczycielka nauczania początkowo, do 1978 kształciła się w Wyższej Szkole Pedagogicznej w Växjö.
Pracowała jako pomoc pielęgniarska, korektorka, nauczycielka w szkole średniej w miejscowości Mariestad. W latach 90. była zatrudniona na różnych stanowiskach w administracji gminy Gnosjö. W 1998 z ramienia partii chadeckiej uzyskała mandat deputowanej do Riksdagu w okręgu wyborczym Jönköping. Od 1997 była wiceprzewodniczącą Kristdemokraterny w tym regionie, w 2003 została pierwszym zastępcą przewodniczącego ugrupowania na szczeblu krajowym. W 2002 i 2006 z powodzeniem ubiegała się o reelekcję w wyborach parlamentarnych. Zasiadała we władzach Szwedzkiego Banku Narodowego i Uniwersytetu w Jönköping.
W 2006, w nowo powołanym rządzie Fredrika Reinfeldta, objęła urząd ministra ds. osób starszych i zdrowia publicznego w Ministerstwie Zdrowia i Spraw Społecznych. Utrzymała to stanowisko także po wyborach w 2010, w których również uzyskała reelekcję do Riksdagu. W 2014 zakończyła urzędowanie na stanowisku ministra. W 2015 został gubernatorem regionu administracyjnego Örebro; funkcję tę sprawowała do 2022.